# Herbert Elwell

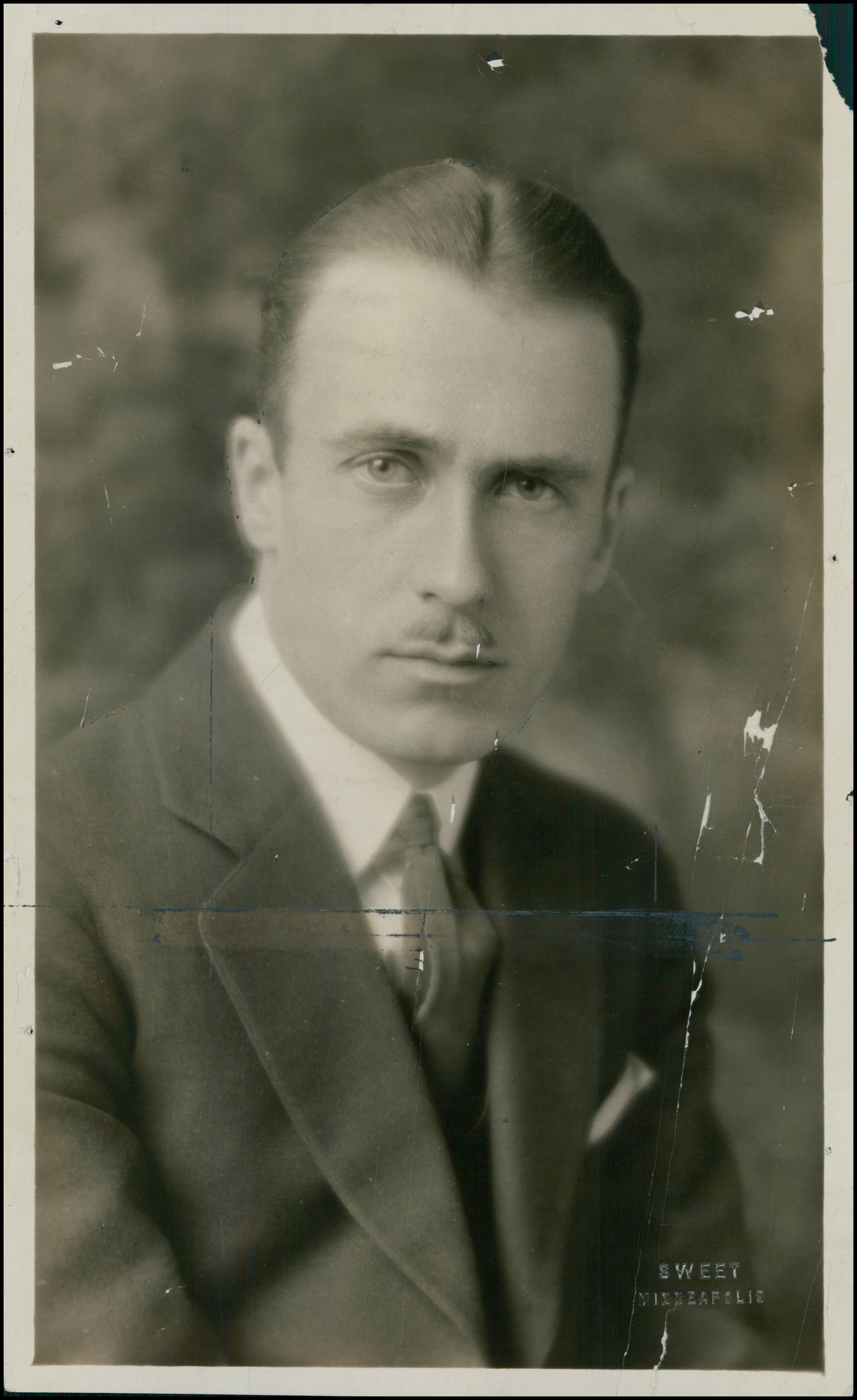
Herbert Elwell

Herbert Elwell (* 10. Mai 1898 in Minneapolis; † 17. April 1974 in Cleveland) war ein US-amerikanischer Komponist und Musikpädagoge.
Elwell studierte an der University of Minnesota und bei Ernest Bloch in New York. Am American Conservatory in Fontainebleau war er Schüler von Nadia Boulanger. Sein in dieser Zeit entstandenes Quintet for Piano and Strings (1924) hatte mehr Erfolg als George Gershwins Rhapsody in Blue, die im gleichen Konzert uraufgeführt wurde. Sein meistaufgeführtes Werk, das Ballett The Happy Hypocrite, entstand 1925 während des Studiums an der American Academy in Rom.
Auf Empfehlung Blochs wurde Elwell 1928 Lehrer für Komposition und Musiktheorie am Cleveland Institute of Music, wo er bis 1945 unterrichtete. Bis 1954 unterrichtete er am Oberlin Conservatory of Music, daneben gab er Sommerkurse an der Eastman School of Music. Zu seinen Schülern zählten Bain Murray, Walter E. Aschaffenburg und Howard Whittaker. In den 1960er Jahren beteiligte er sich an einem Projekt der University of Southern California zur Ausbildung von Musikkritikern. 1961 erhielt er den Cleveland Arts Prize for Music.
Elwell komponierte eine Anzahl großer Vokalwerke, darunter die Blue Symphony für Sopran und Streichquartett (1945), die Pastorale für Sopran und Sinfonieorchester nach Texten des Alten Testaments und The Forever Young nach Antikriegs-Gedichten von Pauline Hanson (komponiert für die Sopranistin Marie Simmelink Kraft). Als Liedkomponist vertonte er u. a. Gedichte von William Shakespeare, Robert Frost und John Gould Fletcher. Seine sinfonischen Werke nahmen Dirigenten wie Artur Rodziński, Leopold Stokowski, William Steinberg und Howard Hanson in ihr Repertoire auf, seine Kammermusik wurde u. a. von dem Geiger Sidney Harth, der Sopranistin Lois Marshall und den Pianisten Arthur Loesser, Beryl Rubinstein und Beveridge Webster aufgeführt.